# Hocmont
Hocmont est une localité de Touligny et une ancienne commune française, située dans le département des Ardennes en région Grand Est.
Elle a été supprimée en 1968. Son territoire a été partagé entre les communes actuelles de Guignicourt-sur-Vence et Touligny.

## Géographie
La commune avait une superficie de 8,46 km2

## Histoire
Elle est créée aux dépens du territoire de Guignicourt-sur-Vence en 1792.
Par arrêté préfectoral du 24 février 1968, la commune d'Hocmont est dissoute le 2 mars 1968 et son territoire est partagé entre les communes actuelles de Guignicourt-sur-Vence et Touligny. Le chef-lieu de la commune, Hocmont est rattachée à Touligny.

## Administration
Avant la dissolution de la commune, celle-ci appartenait au canton de Signy-l'Abbaye
| Période                                  | Période | Identité | Étiquette | Qualité |
| ---------------------------------------- | ------- | -------- | --------- | ------- |
| Les données manquantes sont à compléter. |         |          |           |         |
|                                          |         |          |           |         |

## Démographie
| 1793 | 1800 | 1806 | 1821 | 1831 | 1836 | 1841 | 1846 | 1851 |
| ---- | ---- | ---- | ---- | ---- | ---- | ---- | ---- | ---- |
| 56   | 62   | 68   | 70   | 83   | 88   | 92   | 90   | 106  |

| 1856 | 1861 | 1866 | 1872 | 1876 | 1881 | 1886 | 1891 | 1896 |
| ---- | ---- | ---- | ---- | ---- | ---- | ---- | ---- | ---- |
| lac. | lac. | 121  | 110  | 98   | 95   | 85   | 85   | 83   |

| 1901 | 1906 | 1911 | 1921 | 1926 | 1931 | 1936 | 1946 | 1954 |
| ---- | ---- | ---- | ---- | ---- | ---- | ---- | ---- | ---- |
| 72   | 68   | 70   | 49   | 52   | 45   | 60   | 31   | 48   |

| 1962 | - | - | - | - | - | - | - | - |
| ---- | - | - | - | - | - | - | - | - |
| 37   | - | - | - | - | - | - | - | - |

Histogramme

(élaboration graphique par Wikipédia)